# Freixura
La freixura, corada o coradella (frixa i cora en rossellonès) (occità coradilha, aragonès freixura, freidura, port. fressura, sard fressura, frissura, francès fressure, castellà asadura, bofes, del llatí tardà frixura, ‘fregidura, fritada’) són les entranyes, especialment els pulmons, i en cuina les vísceres grosses d'un animal (cor, melsa, fetge i pulmons).
El filòleg Antoni Llull Martí, en el seu llibre Prenint el demble a les paraules, fa les següents observacions sobre el mot freixura: "Avui en dia freixura és usual en gran part de les terres de parla catalana, però no pertot té el mateix significat, puix que a molts de llocs ho diuen solament al lleu, mot aquest, poc viu en el català continental. A Palma, del conjunt de vísceres d'un animal, més que freixura solen dir-li frit, mots que, un i altre, tenen etimològicament un significat afí. I a Menorca diuen freixurat a un guisat de freixura. Curiosament, es troben formes germanes d'aquest mot nostre en portuguès (fressura), en sard (fressura i frissura), i en aragonès (freixura, i també freidura), però no n'he sabut trobar en castellà ni en italià. I a Manacor deien freixura d'hortolà a la pastanaga frita, però no sé si encara li diuen."